# دربارهٔ نفس
رسالۀ «دربارۀ نفس» (به یونانی: Περὶ Ψυχῆς، پِری پسوخِس)؛ (به لاتین: De anima)؛ (به عربی: كتاب النفس)، یکی از آثار بنیادین ارسطو (۳۸۴–۳۲۲ پیش از میلاد) است که در حدود ۳۵۰ پیش از میلاد به رشتۀ تحریر درآمده است. این اثر، که می‌توان آن را نوعی «زیست‌روان‌شناسی» یا توصیفی از موضوع روان‌شناسی در چارچوبی زیست‌شناختی دانست، نخستین رسالۀ شناخته‌شده و نظام‌مند در دوران باستان به شمار می‌رود که به طور خاص به موضوع نفس (به یونانی: ψυχή، پسوخه) می‌پردازد. ارسطو در این اثر، که احتمالاً مجموعه‌ای از یادداشت‌های موجز و فشردۀ خود فیلسوف بوده که بعدها در مکتبش بسط داده شده، چندان به تعریف انتزاعی نفس نمی‌پردازد، بلکه بیشتر به توصیف کارکرد و قوای آن توجه دارد. این رساله به بررسی اصول حیات، حرکت موجودات زنده، عواطف و ابزارهای شناخت می‌پردازد و در حوزه‌هایی چون معرفت‌شناسی، فلسفۀ ذهن، علم‌النفس فلسفی (یا روان‌شناسی فلسفی) و نظریۀ کنش مباحث مهمی را مطرح می‌کند.
از دیدگاه ارسطو، نفس نه تنها علت صوری موجود زنده است، بلکه علت غایی آن نیز محسوب می‌شود و بنابراین، شرط اولیۀ غایت‌مندیِ ذاتی جهان زنده است. گیاهان و حیوانات به طور ناخودآگاه برای امر کلی، یعنی برای تداوم نوع و حفظ صورت خود، عمل می‌کنند. اما انسان آگاهانه برای امر کلی زندگی می‌کند و حیات را تا عالی‌ترین سطوح فعالیت ارزش‌گذاری می‌نماید. نفس، جوهر یا صورت جوهری موجود زنده است و قوای نفس، صور عرضی آن به شمار می‌روند. تعریف نفس به عنوان «صورتِ جوهری»، یعنی جوهر از آن حیث که صورت است، بدین معناست که نفس، به‌طور کلی، جوهری فی‌نفسه و لنفسه نیست، بلکه صورتِ موجود زنده است. بنابراین، نگرش جوهری به نفس باید با بررسی شیوه‌های انضمامی که فعالیت نفس در موجودات زندۀ مختلف از طریق آن‌ها تجلی می‌یابد، تکمیل شود.
ارسطو نفس را «صورت» (به یونانی: εἶδος، ایدوس) یا به تعبیر دقیق‌تر «اِنتِلِخیا» (به یونانی: ἐντελέχεια، به معنای فعلیت نخستین یا کمال اول) یک بدن طبیعی و «اندام‌وار» (به یونانی: ὀργανικός، ارگانیکوس) می‌داند که بالقوه امکان حیات دارد. این تعریف نفس به عنوان «فعل اول یک بدن طبیعی سازمان‌یافته» (DA, 412 a 27) برای تمامی انواع یا حالات چهارگانۀ نفس که ارسطو برمی‌شمارد، صادق است. منظور از «اندام‌وار» (برگرفته از واژۀ یونانی όργανον، اُرگانون، به معنای ابزار) احتمالاً بیش از آنکه صرفاً به معنای «مجهز به اندام‌ها» باشد، به معنای «بدنی که به عنوان ابزاری برای حیات عمل می‌کند» است (De anima II 1, 412a19-412b6). بدن بالقوه حیات دارد یعنی برای جان‌دار شدن مناسب است؛ نفس این قوه را به فعلیت می‌رساند. ارسطو ماده را با قوه مرتبط می‌داند و بدن‌ها از آن رو حیات دارند که از ماده و صورت ترکیب یافته‌اند. نفس، فعل است زیرا امکان می‌دهد حیات از حالت بالقوه به حالت بالفعل درآید.
این مفهوم ارسطویی از نفس را باید در چارچوب نظریۀ «هیولی‌انگاری» فهمید. نفس، صورتِ موجود زنده است و بدن، مادۀ آن. نفس، یک جوهرِ مستقل نیست که جدا از بدن وجود داشته باشد، بلکه اصل حیات آن است و از بدن جدایی‌ناپذیر است (DA II 1, 413a4)، همان‌گونه که جدا کردنِ بینایی از چشم غیرممکن است. برخورداری از نفس (از نوعی خاص) است که یک اُرگانیسم را اساساً به یک اُرگانیسم تبدیل می‌کند و بنابراین، تصور بدنی بدون نفس، یا نفسی در نوع نامناسبی از بدن، امری مطلقاً نامعقول است. این دیدگاه، گسستی بنیادین از دوگانه‌انگاری افلاطونی ایجاد می‌کند. برای ارسطو، اتحاد نفس و بدن یک «واقعیت بنیادین» است. (ارسطو البته استدلال می‌کند که برخی از اجزای نفس – یعنی عقل – می‌توانند بدون بدن وجود داشته باشند، اما بیشتر اجزای آن چنین توانی ندارند). حتی زمانی که می‌خوابیم، نفس را داریم، فقط در انجام کارکردهایش فعال نیست. اندام‌ها در واقع ابزارهای نفس هستند و هر اندامی کارکرد خاص خود را دارد.
تطبیق این دیدگاه‌ها با تصور رایج از نفس به عنوان نوعی جوهر روحانی که در بدن «ساکن» است، دشوار می‌نماید. برخی مفسران پیشنهاد کرده‌اند که اصطلاح «نفس» ارسطو بهتر است به «نیروی حیات» یا «دم زندگی» (souffle de vie) ترجمه شود. برای مثال، در سال ۱۸۵۵ میلادی، چارلز کولیر (Charles Collier) ترجمه‌ای از این رساله با عنوان «دربارۀ اصل حیاتی» (On the Vital Principle) منتشر کرد. با این حال، جورج هنری لویس (George Henry Lewes) (۱۸۱۷–۱۸۷۸ میلادی)، این عنوان را نادرست دانست.
محور اصلی بحث ارسطو در رسالۀ «دربارۀ نفس»، بررسی انواع یا «حالات» نفسانی است که موجودات زندۀ گوناگون از آن برخوردارند و این نفوس، بر اساس فرآیندهای حیاتی و قوای متفاوتشان از یکدیگر متمایز می‌شوند: گیاهان از قوای تغذیه و تولیدمثل بهره‌مندند (حداقل لازم برای هر موجود زنده)؛ حیوانات، علاوه بر این قوا، دارای توانایی ادراک حسی و حرکت ارادی (کنش) نیز هستند؛ و انسان‌ها، به عنوان «حیوان ناطق»، افزون بر تمامی این موارد، از قوۀ عقل (نوس) نیز برخوردارند.
ترجمه‌های متوالی این اثر، به‌ویژه ترجمۀ عربی آن در اواخر دوران باستان، گاه دستخوش اضافات یا جهت‌گیری‌هایی شده که معنای متن را دگرگون ساخته است، مثلاً آن را به سمت و سوی فلسفۀ نوافلاطونی سوق داده است.

## ساختار و تقسیم‌بندی رساله و پرسش‌های آغازین
این رساله به سه کتاب تقسیم شده و هر کتاب نیز به نوبۀ خود به فصولی تقسیم گردیده است (کتاب اول: پنج فصل؛ کتاب دوم: دوازده فصل؛ کتاب سوم: سیزده فصل). این رساله تقریباً در سرتاسر جهان با عنوان اختصاری "DA" (برگرفته از عنوان لاتین De anima) شناخته می‌شود و ارجاع به کتب و فصول آن عموماً با اعداد رومی و عربی، به همراه شماره‌گذاری بِکِر (Bekker numbers) صورت می‌پذیرد. (بنابراین، "DA I.1, 402a1" به معنای "De anima، کتاب اول، فصل ۱، صفحۀ ۴۰۲ بِکِر، ستون a، سطر شمارۀ ۱" است.)

### محتوای کتاب اول: طرح مسئله، روش‌شناسی و نقد تفصیلی آرای پیشینیان
- DA I.1: ارسطو موضوع رساله را معرفی می‌کند (DA I.1, 402a1) و بر اهمیت و دشواری کسب معرفت دربارۀ نفس تأکید می‌نماید. او روشی هوشمندانه برای پرداختن به این مسئله پیشنهاد می‌کند: همان‌گونه که می‌توانیم از طریق برهان علمی به ویژگی‌ها و کارکردهای یک چیز پی ببریم، زیرا اصل همۀ براهین علمی، ذات یا جوهرِ شیء مورد بررسی است، به همین ترتیب نیز اگر ویژگی‌ها و کارکردهای یک چیز را بشناسیم، می‌توانیم به ذاتِ آن پی ببریم. این مانند یافتن حد وسط در قیاسی است که نتیجۀ آن مشخص است [۷ اسپانیایی]. بنابراین، باید در پی یافتن چنین کارکردهایی از نفس باشیم تا تعیین کنیم که چه نوع ماهیتی دارد. ارسطو سپس پرسش‌هایی بنیادین را صورتبندی می‌کند که قصد دارد به آن‌ها پاسخ دهد: آیا نفس به عنوان یک «چیز جزئی» یا «این همانی معین» باید در نظر گرفته شود، یا به عنوان کیفیت یا کمیت؟ آیا دارای اجزای متعددی است یا واحد و یکپارچه، قابل تقسیم است یا غیرقابل تقسیم؟ آیا بسیط است یا مرکب؟ آیا باید تنها به بررسی نفس انسانی پرداخت یا تعریفی مشترک برای همۀ انواع نفس وجود دارد؟ و آیا نفس دارای فرآیندها یا حالات خاص خود است که به کل موجود زنده تعلق ندارد و بنابراین، آیا می‌تواند به طور مستقل وجود داشته باشد؟
- DA I.2–5: ارسطو به بررسی دیدگاه‌های فیلسوفان پیشین (DA I.2–5) دربارۀ نفس می‌پردازد (دُکسوگرافی یا عقایدنگاری). او با بررسی این آراء نتیجه می‌گیرد که نفس آن چیزی است که به واسطۀ آن، موجودات زنده از حیات برخوردارند. او متفکران پیشین را در سه گروه اصلی دسته‌بندی می‌کند:

- گروه اول: نفس به مثابه علت حرکت. بر اساس این دیدگاه، از آنجا که نفس اصل حرکت است، پس خود باید همواره در حرکت باشد. دموکریت نفس را علت گرما می‌دانست (اتم‌های کروی و سریع نفس، گرما تولید می‌کنند؛ بدنِ بی‌جان سرد است). فیثاغوریان نیز دیدگاهی مشابه داشتند. آناکساگوراس نفس را عقل کیهانی می‌دانست که همه‌چیز را به حرکت درمی‌آورد. افلاطون معتقد بود نفس خود را به حرکت درمی‌آورد و از این رو جاودانه است (موجودی که در حرکت مشارکت دارد، نمی‌تواند در عدم حرکت، یعنی مرگ، مشارکت داشته باشد).
- گروه دوم: نفس به مثابه علت ادراک. امپدوکلس به نوعی توازی میان عالم کبیر و عالم صغیر قائل بود. نفس از چهار اصل (یا ریشه) تشکیل شده و واقعیت را ادراک می‌کند، زیرا واقعیت نیز از همین اصول تشکیل شده است: شبیه، شبیه را ادراک می‌کند.
- گروه سوم: نفس به مثابه علت حرکت و ادراک هر دو. کسنوکراتس، شاگرد افلاطون، اظهار می‌داشت که نفس عددی است که خود را به حرکت درمی‌آورد. ارسطو جمع‌بندی می‌کند که در میان متفکران باستان، برخی نفس را جسمانی، برخی غیرجسمانی، و برخی دیگر ترکیبی از این دو دانسته‌اند؛ همچنین برخی آن را واحد و برخی دیگر مرکب از اجزا پنداشته‌اند. سپس ارسطو به تفصیل نشان می‌دهد که نفس در حرکت نیست. او میان دو نوع حرکت تمایز قائل می‌شود: حرکت به واسطۀ نیروی خود و حرکت به واسطۀ حرکت داده شدن توسط موجودی دیگر. اگر فرض شود که نفس خود را به حرکت درمی‌آورد، باید چهار نوع حرکت را برای آن در نظر گرفت: ۱. جابجایی، ۲. تغییر (مانند چاق شدن)، ۳. کسب یا از دست دادن کیفیت، ۴. حرکت جوهری (مانند زایش و مرگ). اولاً، برای حرکت، نفس باید فضایی داشته باشد و نمی‌تواند غیرمادی باشد. ثانیاً، نفس در این صورت در معرض حرکات قهری قرار می‌گرفت (مکان طبیعی نفس کجا خواهد بود؟). ثالثاً، اگر نفس خود را به حرکت درمی‌آورد، می‌توانست از بدن خارج شده و به بدن دیگری وارد شود، یا مردگان می‌توانستند دوباره زنده شوند. ارسطو همچنین مفهوم افلاطونی نفس به مثابه هماهنگی میان عناصر را (که در «فایدون» مطرح و توسط خود افلاطون نیز به دلیل نفی جاودانگی نقد شده بود) رد می‌کند؛ زیرا اگر بدن بمیرد، هماهنگی عناصر از میان می‌رود و در نتیجه نفس نیز نمی‌تواند وجود داشته باشد. در پایان کتاب اول، ارسطو با تأمل بر اندیشه‌های افلاطون نتیجه می‌گیرد که حتی اگر عقل چیزی «عارض شده» باشد، نمی‌تواند فاسد شود. زیرا، اگرچه عقل جزئی ممکن است مثلاً با پیری فاسد شود، اما عقل به مثابه جوهر، فسادناپذیر است. ارسطو در اینجا به «عقل نامنفعل» یا «تأثرناپذیر» اشاره می‌کند که در میان مفسران تفاسیر گوناگونی داشته است.

### محتوای کتاب دوم: تعریف نفس، و بررسی قوای نباتی و حسی
این کتاب شامل تعیین علمی ماهیت نفس از سوی ارسطو است.
- DA II.1–3: ارسطو تعریف خود از نفس را به عنوان «کمال اول یک بدن طبیعی سازمان‌یافته که بالقوه دارای حیات است» (DA II.1–3) بیان کرده و طرح کلی پژوهش خویش دربارۀ آن را ترسیم می‌کند. با تقسیم جوهر به سه معنای آن (ماده، صورت، و مرکب از هر دو)، ارسطو نشان می‌دهد که نفس باید «فعلیت نخستینِ یک بدن طبیعی سازمان‌یافته» باشد. این، صورت یا ماهیت آن است. نفس نمی‌تواند ماده باشد، زیرا نفس آن چیزی است که به واسطۀ آن اشیاء حیات دارند، و ماده صرفاً «وجود بالقوه» است. ارسطو نفس را یکپارچه در فعل اما متکثر در قوه می‌داند. برخی حیوانات حتی اگر قطعه‌قطعه شوند، زنده می‌مانند و این بدان معناست که نفس به اجزای واقعی تقسیم نشده است. در واقع، انواع مختلف نفس تنها در سطح مفهومی قابل تفکیک‌اند. از دیدگاه ارسطو، تنها عقل است که می‌تواند مفارق باشد زیرا جاودانه است و به مثابه صورت، نه به فرد جزئی بلکه به نوع تعلق دارد و برای نوع، واحد است. در فصل سوم کتاب دوم، ارسطو پنج قوه یا کارکرد نفسانی را برمی‌شمارد: قوۀ نامیه (به یونانی: θρεπτικόν، ترِپتیکون)، قوۀ حاسه (به یونانی: αἰσθητικόν، آیسْتِتیکون)، قوۀ نزوعی (به یونانی: ὀρεκτικόν، اُرِکتیکون)، قوۀ محرکه (به یونانی: κινητικὸν، کینِتیکون)، و قوۀ اندیشنده (به یونانی: διανοητικόν، دیانوئِتیکون). او سپس به حالات یا قوای نفس می‌پردازد:
  - DA II.4: نفس نباتی: این قوه به همۀ انواع موجودات زنده، چه گیاه و چه حیوان، امکان می‌دهد تا خود را تغذیه کنند (کارکرد تغذیه‌ای) و تولیدمثل کنند (کارکرد مولّد). (DA, 416 b 20). این قوه مسئول تغذیه، رشد و سوخت‌وساز است و تولیدمثل به باور ارسطو، امکان مشارکت در امر جاودانه را فراهم می‌آورد؛ زیرا اگرچه فرد فناپذیر است، اما می‌تواند با تولید موجوداتی شبیه به خود، در جاودانگی مشارکت کند. این قوه به صورت بالقوه در موجودات جاندار حضور دارد و برای بالفعل شدن نیازمند تغذیه است.
  - DA II.5–6: نفس حسّی و ادراک حسّی به طور کلی: همۀ حیوانات، علاوه بر قوۀ نباتی، از ادراک حسی نیز برخوردارند و همگی حداقل دارای حس بساوایی هستند که ارسطو استدلال می‌کند پیش‌فرض همۀ حواس دیگر است. آن‌ها همچنین توانایی احساس لذت و درد (ساده‌ترین نوع ادراک) را دارند، و در نتیجه دارای میل نیز هستند. نفس حسی، حواس را اعطا می‌کند (از پست‌ترین به عالی‌ترین در یک طبقه‌بندی: بساوایی، چشایی، بویایی، شنوایی، بینایی)، همچنین ادراک لذت و درد، میل، و سپس – برای برخی موجودات زندۀ عالی‌تر – تخیل و حس مشترک (به یونانی: κοινὴ αἴσθησις، کوینه آیسْتِسیس؛ به این معنا که انسان احساس می‌کند که احساس می‌کند و میان احساسات گوناگون تمایز قائل می‌شود) (DA, III, 1 424 b 22). علاوه بر این، برخی حیوانات حواس دیگری و قوای حافظه و حرکت ارادی نیز دارند.
  - نفس حرکتی یا قوه اشتیاقی: این قوه موجب می‌شود که حیوانات کامل‌تر بتوانند برای تأمین نیازهای خود حرکت کنند. این قوه حرکتی، یک «حالت» یا نوع کاملاً مجزا از نفس نیست، هرچند ارسطو از چهار کارکرد (تغذیه، احساس، حرکت، اندیشه) سخن می‌گوید (413 a 23; 423 b 11-13).
  - نفس عقلانی: این قوه تنها به حیوانات ناطق، یعنی انسان‌ها، تعلق دارد و در بخش سوم به تفصیل بررسی خواهد شد.
- DA II.7–11: بررسی تفصیلی حواس پنج‌گانه و ادراک حسی: ارسطو ابتدا، تصریح می‌کند که قوۀ حاسّه تنها بالقوه است و تنها زمانی بالفعل می‌شود که اُبژه‌هایی برای ادراک وجود داشته باشند. ادراک منفعل است و یادگیری نوعی «دگرگونی تقویت‌کننده» است: این دگرگونی وضعیت شناسنده را تقویت کرده و او را از شناسندۀ بالقوه به شناسندۀ بالفعل تبدیل می‌کند. پیش از تحلیل انواع مختلف احساس، ارسطو سه نوع محسوس را مشخص می‌کند:
  - محسوسات خاص: تنها توسط یک حس معین ادراک می‌شوند: برای بینایی رنگ، برای بویایی بو، برای چشایی طعم. در مورد این محسوسات امکان خطا وجود ندارد.
  - محسوسات مشترک: به یک حس واحد محدود نیستند و امکان ادراک اُبژه‌ها را در کلیت آن‌ها فراهم می‌کنند. این‌ها عبارتند از: حرکت، سکون، عدد، شکل، و اندازه.
  - محسوسات بالعرض: مربوط به تداعی‌ها هستند. مثلاً اگر با دیدن یک لکۀ سفید آن را به پسر «دیایرس» نسبت دهم، این تداعی تنها ممکن است، نه قطعی.

پس از این ملاحظات، ارسطو به طور خاص به حواس پنج‌گانه می‌پردازد:
- DA II.7: بینایی: رنگ و روشنایی را ادراک می‌کند. واسطۀ آن، شفاف است. رنگ بر واسطه تأثیر می‌گذارد و بدین ترتیب می‌توان اُبژه‌های دور را نیز ادراک کرد. ارسطو نظر امپدوکلس دربارۀ منشأ نور و سپس نظر دموکریت مبنی بر اینکه می‌توان در خلأ دید را رد می‌کند.
- DA II.8: شنوایی: صوت را ادراک می‌کند. واسطۀ آن هوا و آب هستند (صوت در محیط آبی نیز منتشر می‌شود). صوت از برخورد هوا تولید می‌شود و در واقع تنها موجوداتی که توانایی تنفس دارند می‌توانند صوت تولید کنند. ارسطو به سه شرط ضروری برای تولید صوت و تفاوت میان اصوات بم و زیر نیز می‌پردازد.
- DA II.9: بویایی: بو را ادراک می‌کند. واسطۀ آن هواست، اما ارسطو اشاره می‌کند که حیواناتی هستند که در محیط آبی نیز حس بویایی دارند. بویایی انسان نسبت به سایر حیوانات کمتر توسعه یافته است، زیرا هر بویی را به صورت درد یا لذت ادراک می‌کند، هرچند در بساوایی و هوش از همۀ آن‌ها برتر است.
- DA II.10: چشایی: طعم را ادراک می‌کند. برخلاف سایر حواس، واسطه‌ای در کار نیست و ادراک در رطوبت و از طریق زبان صورت می‌گیرد. ارسطو آن را با بساوایی و بینایی مرتبط می‌سازد و به انواع مختلف طعم‌ها می‌پردازد.
- DA II.11: بساوایی: امکان ادراک طیف وسیعی از اُبژه‌ها، حتی متضادها (سرد و گرم، سخت و نرم، خشک و مرطوب و غیره) را فراهم می‌کند. واسطۀ آن گوشت است. زبان هنگامی که طعم چیزی را ادراک می‌کند، به عنوان اندام عمل می‌کند، اما هنگامی که اُبژه‌های بساوایی را ادراک می‌کند، به عنوان واسطه عمل می‌کند. محسوسات خاص بساوایی، چهار کیفیت اصلی (گرمی، سردی، خشکی، تری) هستند و ادراک در نسبت با کیفیاتی که در خود ما وجود دارد، رخ می‌دهد (مثلاً برای ادراک چیزی گرم، خود ما باید کمتر گرم باشیم). با این حال، این فرآیند نباید از حد معینی فراتر رود تا به اندام حسی آسیب نرسد.

- DA II.12: بازگشت به مسئلۀ کلی ادراک حسی[۵]. در این کتاب ارسطو همچنین به دلایل اینکه چرا نفس، علت و اصل یک بدن زنده است، می‌پردازد: ۱. نفس، ماهیت بدن‌های جاندار است: زیرا جوهر است که یک موجود را آن چیزی که هست، می‌گرداند و ماهیت بدن‌های جاندار، زیستن است و این ماهیت در نفس قرار دارد. ۲. نفس، غایت بدن‌های جاندار است، در حالی که اندام‌های بدن، ابزارهای آن هستند. از دیدگاه ارسطو، طبیعت هیچ کاری را بیهوده انجام نمی‌دهد. برای مثال، او با دیدگاه انکساگوراس مبنی بر اینکه انسان موجود برتر است زیرا دست دارد، مخالفت می‌کند و معتقد است انسان چون موجود برتر است، دست دارد. ۳. نفس، مبدأ حرکت است، زیرا به سوی چیزی گرایش دارد.

۲.۳. محتوای کتاب سوم: نفس عقلانی، تفکر، عقل فعال و منفعل، و جاودانگی این کتاب به ذهن یا نفس ناطقه می‌پردازد که تنها به انسان‌ها تعلق دارد و قوای «نوس‌شناختی» آن را بررسی می‌کند.
- DA III.1: استدلال می‌کند که حواس دیگری غیر از پنج حس پیشتر ذکر شده وجود ندارد.
- DA III.2: به مسئلۀ معنای «ادراکِ ادراک» و حس مشترک می‌پردازد.
- DA III.3: ماهیت قوه تخیل را بررسی کرده و آن را از ادراک حسی و تفکر متمایز می‌کند. (De anima III 3, 428b30-429a2). فعالیت این قوه به عنوان حرکتی تعریف می‌شود که از طریق فعلیت یافتن یک ادراک حسی ایجاد می‌گردد.
- DA III.4–7: به بحث محوری دربارۀ تفکر و عقل (به یونانی: νοῦς، نوس) یا ذهن می‌پردازد. ارسطو «صورت» (εἶδος) را واقعیت‌های معقولی می‌نامد که امکان درک انتزاعی شیء را فراهم می‌کنند. ما واقعیت انضمامی را از طریق تجربۀ حواس خود درک می‌کنیم، اما از طریق عقل (نوس) است که قادر به دریافت صورت هستیم. درک این صور معقول، واحد و غیرقابل تقسیم، مستقیم، بی‌واسطه و دائمی است (مگر در صورت نقص حافظه). در این فعل شناخت، عقل فعال با متعلق شناسایی شده انطباق می‌یابد و همزمان از خود آگاه است: از این رو ارسطو می‌تواند بگوید که «عقل در حال فعالیت، با اموری که می‌اندیشد، این‌همان می‌شود» (De l’âme, III, 7, 431 a 1 et 431 b 17). ارسطو تفکر را از ادراک حسی (که در دریافت بی‌واسطه خطا نمی‌کند) و تخیل (که بازنمایی امر محسوس است) متمایز می‌کند، زیرا تفکر می‌تواند کاذب باشد. از آنجا که ذهن قادر است هرگاه بخواهد بیندیشد، باید به دو عقل تقسیم شود: «عقل پذیرنده/بالقوه» (به یونانی: nous pathētikós) و «عقل عامل/فعال» (به یونانی: nous poiētikós).
  - عقل پذیرنده/بالقوه: به مثابه «لوح سفید» است (De anima III 4, 429b29-430a2) و انبار همۀ مفاهیم یا تصورات کلی مانند «مثلث»، «درخت» و غیره است. این عقل «آنچه با شدن همۀ اشیاء، آن اشیاء می‌شود» تعریف شده و صورت معقولِ اشیاء را که از طریق قوه متخیله و ادراک حسی به او ارائه می‌شود، دریافت می‌کند. این بخش از نفس، به همراه بدن فانی و میرا است و به صورت زیستی به ارث می‌رسد. شرط ضروری برای تعقل و حصول شناخت، قوۀ متخیله (فانتاسیا) است. صور معقولی که عقل درک می‌کند، از جمله مفاهیم انتزاعی ریاضی، تنها در اعیان محسوس وجود دارند و نه در عالمی مُثُلی و مستقل که مستقیماً در دسترس نفس باشد (برخلاف نظر افلاطون). بنابراین، تفکر تنها از طریق صور خیالی که از ادراک حسی مشتق شده‌اند، صورت می‌پذیرد. بدون ادراک حسی، هیچ تجربه‌ای حاصل نمی‌شود و هیچ چیزی قابل فهم نیست (De anima III 8, 432a3-10). این گزارۀ بنیادین بعدها در عبارت لاتین مشهور «هیچ چیز در عقل نیست که پیشتر در حس نبوده باشد» (به لاتین: Nihil est in intellectu, quod non prius in sensu) خلاصه شد.
  - عقل عامل/فعال: این عقل، تصورات را از عقل پذیرنده فراخوانده، ترکیب کرده، «چیستی» امور را انتزاع کرده و آن‌ها را در عقل پذیرنده ذخیره می‌نماید. این عقل، عقل بالقوه را «نورانی» کرده و شناخت بالقوه را به شناخت بالفعل تبدیل می‌کند، همان‌گونه که نور رنگ‌های بالقوه را به رنگ‌های بالفعل تبدیل می‌کند (DA III.5, 430a10-25). به نظر ارسطو، عقل فعال «از خارج» (به یونانی: θύραθεν) وارد انسان می‌شود. نکات کلیدی این بخش از متن ارسطو (430a10-25) عبارتند از: همان‌طور که در طبیعت برای هر جنسی، یک چیز ماده (هیولی) است و چیز دیگری علت و عامل تولیدکننده، در نفس نیز این دو جنبه متمایز باید حاضر باشند. یک نوع عقل، با «شدنِ» همۀ اشیاء، عقل است و نوع دیگر با «صورت بخشیدن» به همۀ اشیاء، همانند یک حالت فعال  مثل نور. این نوع عقلِ عامل، مفارق، بری از صفات و نامخلوط است، زیرا ذاتاً یک «موجود بالفعل» است؛ زیرا آنچه فاعل است همواره از حیث رتبه برتر از آن چیزی است که منفعل است. معرفت (epistēmē) در حالت فعلیت خود، همان چیزی است که می‌شناسد. و در حالی که معرفت بالقوه در هر شناسندۀ جزئی از حیث زمانی مقدم است، اما در کل امور حتی از حیث زمانی نیز تقدم ندارد. این بدان معنا نیست که این عقل گاهی می‌اندیشد و گاهی نمی‌اندیشد، بلکه هنگامی که مفارق است، دقیقاً همان چیزی است که هست، و تنها همین است که نامیرا و جاودانه است (گرچه ما حافظه‌ای از فعالیت آن به طور مستقیم نداریم، زیرا این نوع عقل، منفعل واقع نمی‌شود، در حالی که نوع منفعل‌شونده، فناپذیر است)، و بدون این عقل فعال، هیچ چیز نمی‌اندیشد. این بخش تلاش می‌کند تا توضیح دهد «چگونه عقل انسانی از وضعیت اولیۀ خود، که در آن نمی‌اندیشد، به وضعیت بعدی، که در آن می‌اندیشد، منتقل می‌شود.» (مثال قضیۀ فیثاغورس و شرح آکویناس بر استدلال وجود عقل فعال، که در آن عقل فعال به مثابه علتی که قوه را به فعل می‌رساند، مانند هنر نسبت به ماده‌اش، توصیف می‌شود، در اینجا قابل ذکر است.) ارسطو همچنین استدلال می‌کند که ذهن (فقط عقل فعال) غیرمادی، قادر به وجود بدون بدن، و جاودانه است. استدلال‌های او به «ابهام بدنامی» شهرت دارند. این امر در طول قرن‌ها باعث سردرگمی زیادی شده و منجر به رقابت بین مکاتب مختلف تفسیری، به ویژه بین ابن رشد و توماس آکویناس، گردیده است. یک استدلال برای وجود غیرمادی آن چنین است: اگر ذهن مادی بود، آنگاه می‌بایست دارای یک اندام متناظر برای تفکر باشد. و از آنجا که همۀ حواس دارای اندام‌های حسی متناظر خود هستند، آنگاه تفکر نیز مانند ادراک حسی می‌بود. اما ادراک حسی (در دریافت بی‌واسطه) هرگز نمی‌تواند کاذب باشد، و بنابراین تفکر نیز هرگز نمی‌توانست کاذب باشد. و این البته نادرست است. بنابراین، ارسطو نتیجه می‌گیرد که ذهن غیرمادی است. شاید مهم‌ترین اما مبهم‌ترین استدلال در کل کتاب، برهان ارسطو برای جاودانگی بخش اندیشمند نفس انسان باشد که آن هم در فصل پنجم کتاب سوم آمده است. او با استفاده از یک مقدمه از کتاب «طبیعیات» (Physics) خود، مبنی بر اینکه «یک چیز همان‌گونه که عمل می‌کند، همان‌گونه هست» استدلال می‌کند که از آنجا که عقل (اصل فعال در ذهن ما) بدون هیچ اندام بدنی عمل می‌کند، پس بدون بدن نیز وجود دارد. و اگر جدا از ماده وجود داشته باشد، بنابراین نمی‌تواند فاسد شود. و بنابراین ذهن انسان (یا بخشی از آن، یعنی عقل فعال) جاودانه است. اینکه ارسطو در فصل پنجم به کدام ذهن اشاره می‌کند (یعنی الهی، انسانی، یا نوعی نفس جهانی)، برای قرن‌ها موضوع بحث داغی بوده است. محتمل‌ترین تفسیر احتمالاً تفسیر اسکندر افرودیسی است که ذهن جاودانۀ ارسطو را به یک فعالیت غیرشخصی تشبیه می‌کند که در نهایت توسط خدا نمایندگی می‌شود. «مسئلۀ حل‌نشدۀ» کتاب سوم «دربارۀ نفس»، و به تعبیری فیل حاضر در اتاقِ فلسفۀ ذهن ارسطویی، همین ماهیت مفارق و نامیرای عقل فعال است که لزوماً مفارق از بدن فهمیده می‌شود. معنای این گزاره روشن یا به صراحت بیان نشده است، اما دقیقاً از همین یک تناقض، هرچند اساسی، در درون نظریۀ ذهن ارسطو است که بحثی شکل گرفته که بخش بزرگی از فلسفۀ یونانی و قرون وسطای بعدی را، از همان شرح و ملاحظات اسکندر افرودیسی به بعد، به خود مشغول داشته و تحت تأثیر قرار داده است.
- DA III.8: ارسطو تعریف و ماهیت کلی نفس را با توجه به مباحث پیشین، به تفصیل بیان و جمع‌بندی می‌کند. در این بخش، او بیان می‌کند که «نفس به یک معنا همۀ اشیاء است» (به یونانی: ἡ ψυχὴ τὰ ὄντα πώς ἐστι πάντα). اگر ما از چیزی آگاهیم، به این دلیل است که صورت آن را به واسطۀ عقل خود دریافته‌ایم. بنابراین، «این سنگ نیست که در نفس است، بلکه صورت آن است»(به یونانی: οὐ λίθος ἐν τῇ ψυχῇ, ἀλλὰ τὸ εἶδος). این ریشۀ پردازش مفهومی نظریۀ «وجود بالقصد» یا حضور التفاتی اُبژه‌ها در ذهن است. صورت سنگ غیر از خود سنگ است و به شیوه‌ای معین (وجود بالقصد) در نفس وجود دارد. زیرا برای ارسطو، باید میان شیء و ماهیت شیء تمایز قائل شد («آب چیزی است، و ماهیت آب چیز دیگر»). ارسطو با یک قیاس منظور خود را روشن می‌کند: سنگ آن‌گونه که در نفس شناخته می‌شود، «به قیاس، در نفس است همان‌گونه که دست یک ابزار است، و عقل نیز به نوبۀ خود صورتِ صورت‌هاست». (De anima III 8, 432a3-10). خودشناسی عقل نیز تنها به طور غیرمستقیم و به عنوان اثر جانبی یک فعل شناختی که معطوف به یک شیء خارجی است، ممکن می‌شود (De anima III 4, 429b5-9).
- DA III.9–10: به بحث دربارۀ حرکت ارادی حیواناتی که همۀ حواس را دارند، و نقش قوای نفسانی، به‌ویژه قوۀ نزوعی (به یونانی: ὄρεξις) و تخیل، در این حرکت می‌پردازد.
- DA III.11: به بحث دربارۀ حرکت حیواناتی که تنها حس بساوایی را دارند، می‌پردازد.
- DA III.12–13: به مسئلۀ حداقل مؤلفه‌ها و قوای نفسانی لازم برای برخورداری از نفس و اطلاق عنوان «زنده» به یک موجود می‌پردازد.

## بازنویسی، انتقال و دریافت در سنت‌های فلسفی
رسالۀ «دربارۀ نفس» از تأثیرگذاری گسترده‌ای در اروپا و جهان اسلام برخوردار بوده است و تاریخچۀ پرباری از تفسیر و شرح را به خود اختصاص داده است.

### در سنت یونانی، رومی متأخر و جهاناسلام
در اواخر دوران باستان، متون ارسطویی در پرتو فلسفۀ نوافلاطونی بازتفسیر شدند.
- اسکندر افرودیسی (حدود ۲۰۰ میلادی)، از فیلسوفان برجستۀ مشائی، به شرح آرای ارسطو دربارۀ نفس پرداخت و به‌ویژه این دیدگاه را مطرح کرد که نفس (به معنای نفس فردی و شامل عقل منفعل) میرا است، امری که بعدها مخالفت نویسندگان مسیحی را برانگیخت. او همچنین در تفسیر عقل فعال نامیرای ارسطو، آن را به فعالیتی غیرشخصی و الهی تشبیه کرد و بدین ترتیب بحث پیرامون «مسئلۀ حل‌نشده» و ماهیت عقل فعال را آغاز نمود.
- تمیستیوس (حدود ۳۱۷ – حدود ۳۹۰ میلادی)، فیلسوف و دولتمرد رومی، بازنویسی‌هایی از آثار ارسطو، از جمله «دربارۀ نفس» ارائه داد که در انتقال اندیشه‌های ارسطو به دوره‌های بعد نقش مهمی ایفا کرد.
- سیمپلیسیوس کیلیکیایی (قرن ششم میلادی)، فیلسوف نوافلاطونی، شرحی بر «دربارۀ نفس» نگاشت که تا اوایل دوران نوین نیز بسیار مورد توجه بود. او در این شرح تلاش کرد تا تعالیم ارسطو را با فلسفۀ نوافلاطونی سازگار کند.

بازنویسی‌ای از «دربارۀ نفس» وجود دارد که در سنت عربی باقی مانده و ترکیب نوافلاطونی را منعکس می‌کند. این متن در قرن سیزدهم میلادی به فارسی ترجمه شد و احتمالاً مبتنی بر یک اصل یونانیِ مفقود است که در فرآیند ناهمگون پذیرش در ادبیات اولیۀ عربی، بیشتر تلفیق شده است
ترجمۀ عربی متأخرتری از «دربارۀ نفس» به اسحاق بن حنین (متوفی ۹۱۰ یا ۹۱۱ میلادی) منسوب است. ابن زُرعه (۹۴۳–۱۰۰۸ میلادی) ترجمه‌ای از سریانی به عربی انجام داد. نسخه‌های عربی تاریخچۀ پیچیده‌ای از تأثیرات متقابل را نشان می‌دهند. ابن سینا (حدود ۹۸۰ – ژوئن ۱۰۳۷ میلادی) شرحی بسیار تأثیرگذار بر «دربارۀ نفس» نوشت که توسط مایکل اسکوتوس (حدود ۱۱۷۵ – حدود ۱۲۳۲ میلادی) به لاتین ترجمه شد. ابن رشد (۱۱۲۶ – ۱۱ دسامبر ۱۱۹۸ میلادی) در شرح کبیر خود بر «دربارۀ نفس»، که از طریق ترجمۀ لاتین مایکل اسکوتوس از دهۀ ۱۲۳۰ میلادی در دسترس دانشمندان لاتینی‌زبان قرار گرفت، از دو ترجمۀ عربی استفاده کرد، عمدتاً بر ترجمۀ اسحاق بن حنین تکیه داشت، اما گاهی از ترجمۀ قدیمی‌تر به عنوان جایگزین نقل قول می‌کرد. او معتقد بود بخشی از نفس – یعنی عقل – می‌تواند از بدن یا سایر قوا جدا شود. زراحیا شئلتیئل «دربارۀ نفس» ارسطو را از عربی به عبری در سال ۱۲۸۴ میلادی ترجمه کرد. هم ابن رشد و هم زراحیا ترجمۀ ابن زرعه استفاده کردند.

### در قرون وسطای لاتین
رسالۀ «دربارۀ نفس» در جهان لاتینی‌زبان قرون وسطی، ابتدا از طریق ترجمۀ لاتینی که یاکوب ونیزی (James of Venice) حداکثر تا اواسط قرن دوازدهم میلادی انجام داد، شناخته شد. با ورود شروح عربی، به‌ویژه شرح ابن رشد، این اثر به یکی از کتب درسی اصلی در دانشگاه‌ها در دورۀ اوج مدرسی (High Scholasticism) تبدیل شد.
- آلبرتوس ماگنوس (حدود ۱۲۰۰ – ۱۲۸۰ میلادی) یکی از شروح متعدد بر این رساله را در سال‌های ۱۲۵۴/۱۲۵۷ نگاشت (ویراست Clemens Stroick, Münster 1968).
- توماس آکویناس (حدود ۱۲۲۵ – ۷ مارس ۱۲۷۴ میلادی) شرحی بسیار تأثیرگذار را در ۱۲۶۷/۱۲۶۸ بر اساس ترجمۀ ویلیام موربِکه (William of Moerbeke) (تکمیل در ۱۲۶۶/۶۷) به رشتۀ تحریر درآورد (ویراست René Antoine Gauthier, Rom und Paris 1984). توماس تأکید می‌کند که عقل فعال جوهری جداگانه نیست، بلکه قوه‌ای از نفس انسانی است که با عقل منفعل یک جوهر واحد را تشکیل می‌دهد. این دیدگاه در تقابل با برخی تفاسیر ابن رشد بود که توماس در کتاب «وحدت عقل علیه ابن‌رشدیان» به آن پرداخته است. برداشت توماسی از علم‌النفس ارسطویی در کلیسای کاتولیک به دیدگاه غالب و پایدار تبدیل شد.

### در رنسانس و دوران نوین
در دورۀ رنسانس ارسطویی، بحث دربارۀ فهم «دربارۀ نفس» ادامه یافت و حتی در میان متکلمان پروتستان نیز مطرح بود.
- مارتین لوتر (۱۴۸۳–۱۵۴۶ میلادی) با تلاش‌های مدرسی برای اثبات سازگاری تعالیم فلسفی و کلامی مخالفت کرد و در مقابل تأکید نمود که در آموزۀ ارسطویی، نفس (فردی) میرا است. به گفتۀ پی‌یر اوبنک (Pierre Aubenque)، رسالۀ «دربارۀ نفس» راه را برای شکل‌گیری یک آموزۀ روح‌گرایانه در اروپای قرون وسطی هموار کرد. در دوران مدرن نیز فیلسوفان متعددی به شرح «دربارۀ نفس» ارسطو پرداختند، از جمله: فرانچسکو سیلوستری (Francesco Silvestri)، معروف به فرارینسیس (Ferrariensis)، دومینگو بانیس (Domingo Báñez)، فرانسیسکو د تولدو (Francisco de Toledo)، لوئیس د مولینا (Luis de Molina) (اثر منتشر نشده)، یاکوپو زابارلا (Jacopo Zabarella)، استادان آلکالا (Complutenses)، و سیلوسترو ماورو (Silvestro Mauro).
- به باور نیکُلا گریمالدی (Nicolas Grimaldi)، تعریف ارسطویی از نفس بر تعریف جوهر نزد گتفرید ویلهلم لایبنیتس و تعریف روح (Geist) نزد گئورگ ویلهلم فریدریش هگل تأثیرگذار بوده است. در مقدمۀ بخش سوم کتاب «دائرةالمعارف علوم فلسفی»، هگل (۱۷۷۰–۱۸۳۱ میلادی) چنین اذعان می‌دارد[۸]:

در میان قدما، [ارسطو] کسی است که بیش از همه شایستۀ مطالعه است. [...] کتاب‌های ارسطو دربارۀ نفس و همچنین رسالات او دربارۀ جنبه‌ها و شرایط خاص آن، به همین دلیل هنوز هم برجسته‌ترین اثر – یا تنها اثر با اهمیت نظری – در این موضوع هستند. هدف اساسی فلسفۀ روح تنها می‌تواند بازگرداندن مفهوم به شناخت روح و در نتیجه گشودن دوبارۀ معنای این کتاب‌های ارسطویی باشد. — هگل، مجموعه آثار جلد ۱۹: ۱۳۱، و ۱۹: ۲۴۱–۲۴۲ 
هگل در «درسگفتارهایی دربارۀ تاریخ فلسفه» (Lectures on the History of Philosophy) ادامه می‌دهد:
"در دوران اخیر هیچ فلسفه‌ای به‌اندازۀ این [یعنی فلسفۀ ارسطویی] مورد اهانت قرار نگرفته است، و هیچ فیلسوف باستانی دیگری به‌اندازۀ ارسطو مستحق دلجویی نیست." — هگل، مجموعه آثار جلد ۱۰: ۹.

## برخی از نسخ خطی مهم
در ادامه به معرفی تعدادی از نسخ خطی (manuscripts) مهم رسالۀ «دربارۀ نفس» پرداخته می‌شود که در مطالعات متنی این اثر نقش کلیدی داشته‌اند:
- Codex Vaticanus 253: این نسخه با نماد L شناخته می‌شود و یکی از مهم‌ترین نسخ خطی رساله به شمار می‌رود. از نظر دیرینه‌شناسی (paleographically) به قرن سیزدهم میلادی نسبت داده شده است. به خط یونانی ریزنویس (Greek minuscule) نگاشته شده است. این نسخه کامل نیست و تنها شامل کتاب سوم است. به خانوادۀ متنی λ تعلق دارد، همراه با نسخه‌های E، Fc، Lc، Kd، و P. این نسخه توسط ترندلنبورگ (Trendelenburg)، تورشتریک (Torstrik)، بیل (Biehl)، آپلت (Apelt)، و راس (Ross) در ویراست‌های انتقادی‌شان از رسالۀ «دربارۀ نفس» مورد استناد قرار گرفته است. در حال حاضر در کتابخانۀ واتیکان (تحت شمارۀ gr. 253) در رم نگهداری می‌شود.
- Codex Vaticanus 260: این نسخه با نماد U شناخته می‌شود و یکی از مهم‌ترین نسخ خطی رساله است. از نظر دیرینه‌شناسی به قرن یازدهم میلادی نسبت داده شده است. به خط یونانی ریزنویس نگاشته شده است. این نسخه شامل متن کامل رساله است. به خانوادۀ متنی ν تعلق دارد، همراه با نسخه‌های X، v، Ud، Ad، و Q. این نسخه توسط ترندلنبورگ، تورشتریک، بیل، آپلت، و راس در ویراست‌های انتقادی‌شان از رسالۀ «دربارۀ نفس» مورد استناد قرار گرفته است. در حال حاضر در کتابخانۀ واتیکان (Vat. gr. 260) در رم نگهداری می‌شود.
- Codex Vaticanus 266: این نسخه با نماد V شناخته می‌شود و یکی از مهم‌ترین نسخ خطی رساله است. از نظر دیرینه‌شناسی به قرن چهاردهم میلادی نسبت داده شده است. به خط یونانی ریزنویس نگاشته شده است. این نسخه شامل متن کامل رساله است. تنها تا فصل هشتم کتاب دوم به خانوادۀ متنی κ تعلق دارد. دیگر اعضای خانوادۀ κ عبارتند از: Gc، W، Hc، Nc، Jd، Oc، Zc، Vc، Wc، f، Nd، Td. این نسخه توسط ترندلنبورگ، تورشتریک، بیل، و آپلت در ویراست‌های انتقادی‌شان از رسالۀ «دربارۀ نفس» مورد استناد قرار گرفته است. دیوید راس (David Ross) در ویراست خود از این نسخه استفاده نکرده است. در حال حاضر در کتابخانۀ واتیکان (gr. 266) در رم نگهداری می‌شود.
- Codex Vaticanus 1026: این نسخه با نماد W شناخته می‌شود. از نظر دیرینه‌شناسی به قرن سیزدهم میلادی نسبت داده شده است. به خط یونانی ریزنویس نگاشته شده است. این نسخه شامل متن کامل رساله است. متن یونانی این نسخه التقاطی (eclectic) است. تا کتاب دوم، فصل ۷، ۴۱۹a۲۷ به خانوادۀ متنی μ تعلق دارد.[۱۰] از ۴۱۹a۲۷ به بعد، نماینده‌ای از خانوادۀ κ است.[۱۱] این نسخه توسط ترندلنبورگ، تورشتریک، بیل، آپلت، و راس در ویراست‌های انتقادی‌شان از رسالۀ «دربارۀ نفس» مورد استناد قرار نگرفته است، که نشان می‌دهد این نسخه از ارزش بالایی برخوردار نیست. در حال حاضر در کتابخانۀ واتیکان (gr. 1026) در رم نگهداری می‌شود.
- Codex Vaticanus 1339: این نسخه با نماد P شناخته می‌شود. از نظر دیرینه‌شناسی به قرن چهاردهم یا پانزدهم میلادی نسبت داده شده است. به خط یونانی ریزنویس نگاشته شده است. این نسخه شامل متن کامل رساله است. متن این نسخه التقاطی است. در کتاب دوم رساله، از بخش دوم، فصل ۲، ۳۱۴b۱۱، تا بخش دوم، فصل ۸، ۴۲۰a۲، نمایندۀ خانوادۀ متنی σ [۱۰] است. پس از کتاب دوم، فصل ۹، ۴۲۹b۱6، به خانوادۀ λ تعلق دارد.[۱۲] این نسخه توسط ترندلنبورگ، تورشتریک، بیل، آپلت، و راس در ویراست‌های انتقادی‌شان از رسالۀ «دربارۀ نفس» مورد استناد قرار نگرفته است، که نشان می‌دهد این نسخه از ارزش بالایی برخوردار نیست. در حال حاضر در کتابخانۀ واتیکان (gr. 1339) در رم نگهداری می‌شود.
- Codex Ambrosianus 435: این نسخه با نماد X شناخته می‌شود و یکی از مهم‌ترین نسخ خطی رساله است. از نظر دیرینه‌شناسی به قرن دوازدهم یا سیزدهم میلادی نسبت داده شده است. به خط یونانی ریزنویس نگاشته شده است. این نسخه شامل متن کامل رساله است. به خانوادۀ متنی ν تعلق دارد، همراه با نسخه‌های v، Ud، Ad، U، Q. این نسخه یکی از نه نسخه‌ای است که توسط ترندلنبورگ، تورشتریک، بیل، آپلت مورد استناد قرار گرفته و یکی از پنج نسخه‌ای است که توسط راس در ویراست‌های انتقادی‌شان از رسالۀ «دربارۀ نفس» مورد استناد قرار گرفته است. در حال حاضر در کتابخانۀ آمبروزیانا (Biblioteca Ambrosiana) (تحت شمارۀ ۴۳۵ (H. 50)) در میلان نگهداری می‌شود.
- Codex Ambrosianus 837: این نسخه با نماد Dc شناخته می‌شود. از نظر دیرینه‌شناسی به قرن سیزدهم میلادی نسبت داده شده است. به خط یونانی ریزنویس نگاشته شده است. این نسخه شامل متن کامل رساله است. متن این نسخه التقاطی است. در کتاب‌های اول و دوم رساله، نمایندۀ خانوادۀ متنی σ است.[۱۳] در کتاب سوم رساله به خانوادۀ τ تعلق دارد.[۱۴] این نسخه توسط ترندلنبورگ، تورشتریک، بیل، آپلت، یا راس در ویراست‌های انتقادی‌شان از رسالۀ «دربارۀ نفس» مورد استناد قرار نگرفته است. در حال حاضر در کتابخانۀ آمبروزیانا (۸۳۷ (B 7 Inf.)) در میلان نگهداری می‌شود.
- Codex Coislinianus 386: این نسخه با نماد C شناخته می‌شود و یکی از نسخ خطی مهم رساله است. از نظر دیرینه‌شناسی به قرن یازدهم میلادی نسبت داده شده است. به خط یونانی ریزنویس نگاشته شده است. این نسخه شامل متن کامل رساله است. به خانوادۀ متنی ξ تعلق دارد، همراه با نسخه‌های T، Ec، Xd، Pd، Hd. این نسخه توسط دیوید راس در ویراست انتقادی خود از رسالۀ «دربارۀ نفس» مورد استناد قرار گرفته است. در حال حاضر در کتابخانۀ ملی فرانسه (Bibliothèque nationale de France) (Coislin 386) در پاریس نگهداری می‌شود.
- Codex Vindobonensis Philos. 2: این نسخه با نماد Td شناخته می‌شود. تاریخ‌گذاری آن بر اساس انجامه (Colophon) به سال ۱۴۹۶ میلادی است. به خط یونانی ریزنویس نگاشته شده است. این نسخه شامل متن کامل رساله است. متن این نسخه نمایندۀ خانوادۀ متنی κ است.[۱۵] این نسخه توسط ترندلنبورگ، تورشتریک، بیل، آپلت، و راس در ویراست‌های انتقادی‌شان از رسالۀ «دربارۀ نفس» مورد استناد قرار نگرفته است، که نشان می‌دهد این نسخه از ارزش بالایی برخوردار نیست. در حال حاضر در کتابخانۀ ملی اتریش (Austrian National Library) (Philos. 2) در وین نگهداری می‌شود.
- Codex Vindobonensis Philos. 75: این نسخه با نماد Sd شناخته می‌شود. تاریخ‌گذاری آن بر اساس انجامه به سال ۱۴۴۶ میلادی است. به خط یونانی ریزنویس نگاشته شده است. این نسخه شامل متن کامل رساله است. متن این نسخه نمایندۀ خانوادۀ متنی ρ است.[۱۶] این نسخه توسط ترندلنبورگ، تورشتریک، بیل، آپلت، و راس در ویراست‌های انتقادی‌شان از رسالۀ «دربارۀ نفس» مورد استناد قرار نگرفته است، که نشان می‌دهد این نسخه از ارزش بالایی برخوردار نیست. در حال حاضر در کتابخانۀ ملی اتریش (Philos. 75) در وین نگهداری می‌شود.
- Codex Vindobonensis Philos. 157: این نسخه با نماد Rd شناخته می‌شود. از نظر دیرینه‌شناسی به قرن پانزدهم میلادی نسبت داده شده است. به خط یونانی ریزنویس نگاشته شده است. این نسخه شامل متن کامل رساله است. متن این نسخه نمایندۀ خانوادۀ متنی π است.[۱۷] این نسخه توسط ترندلنبورگ، تورشتریک، بیل، آپلت، و راس در ویراست‌های انتقادی‌شان از رسالۀ «دربارۀ نفس» مورد استناد قرار نگرفته است، که نشان می‌دهد این نسخه از ارزش بالایی برخوردار نیست. در حال حاضر در کتابخانۀ ملی اتریش (Philos. 157) در وین نگهداری می‌شود.
- Codex Marcianus CCXXVIII (406): این نسخه با نماد Oc شناخته می‌شود و شامل بخش‌هایی از رساله است. از نظر دیرینه‌شناسی به قرن چهاردهم میلادی نسبت داده شده است. به خط یونانی ریزنویس نگاشته شده است. این نسخه شامل متن ناقصی از رساله است. متن کتاب دوم در ۴۱۹a۲۷ پایان می‌یابد و کتاب سوم رساله را ندارد. این کدکس شامل شرحی بر رساله از سیمپلیسیوس کیلیکیایی (Simplicius of Cilicia) (حدود ۴۹۰ – حدود ۵۶۰ میلادی) و سوفونیاس (Sophonias) (احتمالاً اواخر قرن سیزدهم یا اوایل قرن چهاردهم میلادی) و بازنویسی‌هایی از تمیستیوس (Themistius) (حدود ۳۱۷ – حدود ۳۹۰ میلادی) (قرن چهاردهم) است. متن این نسخه نمایندۀ خانوادۀ متنی κ است.[۱۸] این نسخه توسط ترندلنبورگ، تورشتریک، بیل، آپلت، و راس در ویراست‌های انتقادی‌شان از رسالۀ «دربارۀ نفس» مورد استناد قرار نگرفته است، که نشان می‌دهد این نسخه از ارزش بالایی برخوردار نیست. این کدکس همچنین شامل شرحی از سودو-دیادوکوس (Pseudo-Diadochus) بر تیمائوس افلاطون، شرحی از سیمپلیسیوس کیلیکیایی بر «دربارۀ آسمان» (On the Heavens) ارسطو، شرحی از آمونیوس هرمیاس (Ammonius Hermiae) (حدود ۴۴۰ – حدود ۵۲۰ میلادی) بر فایدروس افلاطون، و شرحی از پروکلوس بر پارمنیدس افلاطون است. در حال حاضر در کتابخانۀ مارچیانا (Biblioteca Marciana) (BNM Gr. Z. 228 (=406)) در ونیز نگهداری می‌شود.[۱۹][۲۰][۲۱]